# Grès de Saint-Méen
Le Grès de Saint-Méen est un polissoir situé à Talensac dans le département français d'Ille-et-Vilaine.

## Protection
L'édifice est classé au titre des monuments historiques en 1926.

## Description
Contrairement à ce que son nom laisse entendre, le mégalithe n'est pas en grès, mais constitué d'un bloc de schiste ferrugineux, long de 3,72 m et large de 1,28 m à 1,60 m pour une épaisseur comprise entre 0,70 m et 1,60 m. Sur sa face supérieure, il comporte une quinzaine de cupules et des rayures transversales d'origine anthropique.

## Folklore
Selon la légende, Saint-Méen aurait aiguisé sa hache sur cette roche avant de la lancer en l'air et de fonder à l'emplacement de sa chute l'église qui porte son nom dans le bourg de Talensac.